# Gunnerales
Gunnerales es un taxón de eudicotiledóneas ubicado en la categoría de orden, que en los sistemas de clasificación actuales como el APG (1998

), sus sucesores APG II (2003

) y APG III (2009), y el APWeb comprende dos familias monotípicas, Gunneraceae con su único género Gunnera, y Myrothamnaceae con su único género Myrothamnus. Si bien los análisis de las secuencias de ADN son rotundos, la agrupación de estas dos familias resultó ser una sorpresa, debido a que morfológicamente son muy disímiles, y nunca habían sido agrupadas antes. En el más antiguo sistema de clasificación de Cronquist (1981
, 1988 

), y también en el de Takhtajan (1997

), Gunneraceae era una rósida, y Myrothamnaceae era una hamamélida.
Hoy en día los sistemas de clasificación modernos (APG III, APWeb) consideran que el orden es el primero que se desprende de lo que antes se llamaba "núcleo de las eudicotiledóneas" (o "eudicotiledóneas nucleares", en el original en inglés "core eudicots"), bautizadas Gunnéridas por el APG III (2009).

## Descripción
Las dos familias contienen ácido elágico, las células cribosas del floema con plástidos con cristaloides proteínicos y almidón, la médula con diagramas esclerenquimatosos, las hojas con márgenes dentados y venas secundarias palmadas. Las plantas son dioicas, de flores pequeñas y sin perianto, el estigma al menos débilmente secretor.
Los caracteres que los Gunnerales comparten con el núcleo de las eudicotiledóneas son: cianogénesis vía fenilalanina, vías metabólicas de la isoleucina o valina, presencia de la secuencia de ADN PI-dB motif, y es común que sufran una pequeña deleción en la secuencia de ADN ribosomal 18S.
Los caracteres que comparten con el núcleo de las eudicotiledóneas, y también con Buxales y Trochodendrales, son: ausencia de alcaloides bencilisoquinolínicos, genes euAP3 + TM6 (duplicación de gen paleoAP3: clase B), y la pérdida del gen mitocondrial rps2.
A la fecha de edición de este artículo (abril de 2007) no había suficiente información sobre los elementos de vaso, los tegumentos de la semilla, ni la micropila.

## Ecología
A pesar de estar emparentadas, Gunneraceae y Myrothamnaceae tienen un aspecto muy diferente: la primera es una hierba mesófila muchas veces de tamaño gigante, la segunda es un arbusto reviviscente de hábitats áridos. En la primera, los hidatodos están bien desarrollados y secretan mucílago o quizás una laca resinosa, en el segundo, los hidatodos están pobremente desarrollados y la planta secreta resina. Las dos tienen flores sin perianto, pero los detalles del polen (por ejemplo ver Zavada y Dilcher 1986

, Wanntorp et al. 2004a
 
y 2004b

) difieren. En Wilkinson 2000
 
hay una tabla de diferencias entre ellas.

## Evolución, filogenia y taxonomía

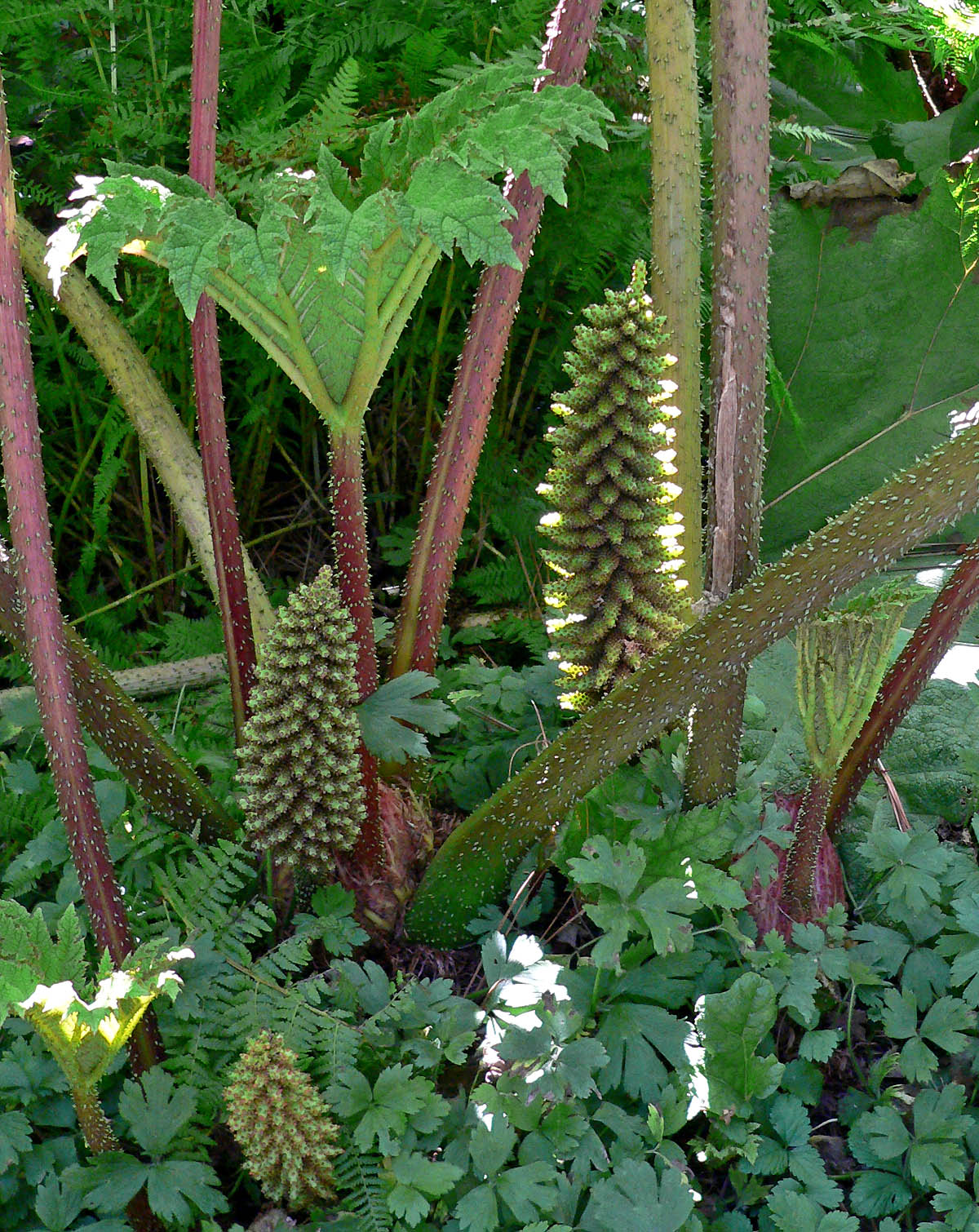
Gunnera tinctoria.

Aparentemente en forma plesiomórfica (ancestral) el grupo tenía algún tipo de perianto. La morfología floral de Gunnerales recuerda más a las Buxales y afines, es decir, a las ramas tempranas de las eudicotiledóneas, que a los órdenes del núcleo de las eudicotiledóneas (ver por ejemplo D. Soltis et al. 2003; Doust y Stevens 2005; Kubitzki 2006). Sin embargo en su fitoquímica son más similares a las eudicotiledóneas nucleares, por ejemplo tienen ácido elágico (por ejemplo ver D. Soltis et al. 2005), y también tienen el gen euAP3, y en general los datos moleculares las vinculan muy cercanamente a las eudicotiledóneas nucleares, aunque hay que tener en cuenta que algunas duplicaciones de genes que quizás sean importantes, ocurrieron antes en el árbol filogenético, aún antes de separarse de la rama que dio los Trochodendrales. Wanntorp y Ronse De Craene (2005), y Ronse De Craene y Wanntorp (2006) remarcan que las flores de los Gunnerales no pueden ser consideradas como directamente relacionadas con las flores pentámeras del núcleo de las eudicotiledóneas, ya que su morfología floral fue moldeada por las exigencias de la polinización anemófila. Wanntorp y Ronse De Craene (2005) también remarcan que en este orden pueden ser considerados 3 verticilos florales sucesivos opuestos entre sí, carácter atribuido a Ranunculales, Berberidaceae, Sabiales, y otros clados de eudicotiledóneas basales.

### Evolución
Introducción teórica en Evolución biológica
Gunnerales y todos sus parientes próximos extintos desde su divergencia del resto de las eudicotiledóneas (el grupo troncal Gunnerales) datan de hace 115 a 112 millones de años según Anderson et al. (2005). Según los mismos autores, el clado que incluye a los Gunnerales y al resto del núcleo de las eudicotiledóneas (el grupo corona Gunnerales) tiene 90-55 millones de años de edad. Según Magallón y Castillo (2009), la edad del grupo troncal puede ser de 114,4 o 115,1 millones de años. Según Soltis et al. (2008), la edad del grupo corona Gunnerales puede ser de 132 a 119(quizás hasta de 89) millones de años.

### Filogenia
Introducción teórica en Filogenia
Este clado está altamente consensuado por los análisis moleculares de secuencias de ADN (ver por ejemplo Chase et al. 1993; D. Soltis et al. 1997, 2000 y 2003; Hoot et al. 1998; y Nandi et al. 1998). En los primeros análisis, Gunneraceae aparecía como un clado de ramificación temprana dentro del núcleo de las eudicotiledóneas, pero su posición exacta dentro de éstas estaba poco clara (por ejemplo en Chase et al. 1993; Morgan y Soltis 1993), y posteriormente obtuvieron un alto consenso como hermanas del resto en Senters et al. (2000, sólo fue incluida Gunneraceae en el análisis), y por Hilu et al. (2001, con consenso menos fuerte). Un análisis de 4 genes proveyó un alto consenso para esta posición (D. Soltis et al. 2003). 
Aún (abril de 2007) no se sabe si los genes rps2 y rps11 están presentes en este orden. rps2 está ausente en Buxales y en Trochodendrales, y rps11 está ausente en Buxales (Adams et al. 2002). Probablemente fueron perdidos apenas un poco antes, como los alcaloides bencilisoquinolínicos.

### Taxonomía
Introducción teórica en Taxonomía
Dos familias, dos géneros, cerca de 45 especies:
- Gunneraceae, 1 género: Gunnera.
- Myrothamnaceae, 1 género: Myrothamnus.

EL APG II dejó como optativa la ubicación de Myrothamnaceae incluida en Gunneraceae, ya que las dos eran familias pequeñas y monogenéricas, pero su sucesor el APG III (2009) y el APWeb consideran mejor mantenerlas separadas debido a su diferenciación morfológica.
En el sistema APG (1998) las familias no fueron ubicadas en un orden, en su sucesor APG II (2003), se reconoció finalmente el orden ubicado en el núcleo de las eudicotiledóneas, donde conformaba el orden basal, pero no siempre se estuvo de acuerdo con esta ubicación. Como sus familias retienen muchos caracteres plesiomórficos (ancestrales), el APWeb prefirió en ese momento dejar al orden afuera del núcleo de las eudicotiledóneas, como el clado hermano de estas. Posteriormente el APG III (2009) confirmó la ubicación en el núcleo de las eudicotiledóneas, de hecho bautizando al núcleo como Gunnéridas, y el APWeb finalmente consensuó su taxonomía con la del APG III y también las ubicó dentro del núcleo de las eudicotiledóneas, hoy también Gunnéridas según el APWeb.
En el más antiguo sistema de clasificación de Cronquist, Gunneraceae pertenecía al orden Haloragales de la subclase de las rósidas, y Myrothamnaceae al orden Hamamelidales de la subclase Hamamelidae. 

#### Sinonimia
Sinónimos, según el APWeb:
- Myrothamnales Reveal
- Myrothamnanae Takhtajan